# Alex Periscinoto
Alexandre José Periscinoto OMM (Mococa, 8 de abril de 1925 – São Paulo, 17 de janeiro de 2021) foi um publicitário brasileiro, fundador da Almap. Era também artista plástico. Escrevia quinzenalmente
um blog focando os melhores anúncios veiculados pelo mundo referenciando os estudantes, profissionais de agências e homens de marketing com o que há de mais criativo na Europa e Estados Unidos.

## Biografia
“Em determinado momento eu encerava o chão da minha casa. Naquele tempo não tinha empregada e nem pensávamos em contratar, então eu encerava a casa de calça curta e ficava com os joelhos cheios de cera. Eu colocava jornal para as pessoas passarem em cima e ficava olhando aqueles desenhos e imaginava como faziam aquilo. Eu fiquei admirado. Naquela época tinha muita ilustração em jornal, capa de revista. Eu guardava aqueles jornais e à noite eu tentava desenhar. Então eu comecei a copiar as ilustrações do jornal. Pode-se dizer que eu entrei nesse mundo de joelhos (risos).”

— Em entrevista à Revista Publish.
Nascido em Mococa, no estado de São Paulo, caçula em uma família de imigrantes italianos de 11 irmãos, Alexandre José Periscinoto foi educado no bairro paulistano do Belém e lá começou a trabalhar primeiramente com trabalhos temporários mas logo foi empregado como um operário nas Indústrias Matarazzo e lá conseguiu saltar para a seção onde faziam-se desenhos em tecidos, abandonando o cargo de operário e ingressando em algo mais próximo da área a que àquela época já aspirava, a publicidade.
Em 1945, a Sears, que instalava-se no país, promovia um concurso para o desenho industrial de um ferro de passar roupas. Através dele Alex conseguiu um emprego na companhia e futuramente foi promovido a gerente. Periscinoto também trabalharia com os setores de publicidade do Mappin como gerente de propaganda, então a maior rede de lojas de departamento da cidade. Foi através desta empresa que viajou, em 1958, para os Estados Unidos, uma viagem já pessoalmente muito almejada, onde estagiou nas empresas DDB. Voltando ao Brasil, trouxe consigo muito conhecimento agregado de sua viagem e foi então chamado para ser um sócio da Alcântara Machado Publicidade, oferta que aceitou.
Em 1998 Periscinoto vendeu suas ações para o grupo norte-americano BBDO, que mais tarde compraria Almap e a renomearia para AlmapBBDO. Alexandre deixa a empresa para fundar a sua própria, a Sales, Periscinoto, Guerreiro & Associados. No mesmo ano torna-se secretário de publicidade institucional do Governo Federal na secretaria de comunicação sob a gestão do Presidente Fernando Henrique Cardoso. O cargo só duraria dois anos e Periscinoto passaria a dedicar-se somente à sua empresa desde 2000 até os dias atuais.
Em 2001, Periscinoto foi admitido pelo presidente Fernando Henrique Cardoso à Ordem do Mérito Militar no grau de Oficial especial.
Em agosto de 2013, Alex Periscinoto, Roberto Justus e Washington Olivetto foram reconhecimento por suas contribuições à propaganda brasileira pelo LIDE – Grupo de Líderes Empresariais, durante a quarta edição do Fórum de Marketing Empresarial, no Guarujá (SP).
Alex Periscinoto faleceu em 17 de janeiro de 2021, vítima de complicações da Covid-19, aos 95 anos. Ele completaria 96 em abril.

## Prêmios
Além dos prêmios pessoais, listados abaixo, como sócio da Almap Periscinoto venceu o prêmio 100 Melhores Comerciais do Brasil por 3 anos consecutivos, até serem retirados do rol de concorrentes porque mais da metade dos comerciais vitoriosos eram sempre da sua agência.
- Publicitário do Ano, 1984
- Publicitário dos Últimos 20 Anos, 1988
- Colunistas, 2000
- Oficial da Ordem do Mérito Militar, 2001[1]
- Mauro Salles de Reconhecimento Profissional, 2004[9]

## Obra
Periscinoto foi responsável pelo primeiro comercial televisivo do Brasil, para a Cera Dominó, e é conhecido principalmente pelas campanhas da Volkswagen, importantes por serem veiculadas quando o Governo JK fazia grande incentivo ao transporte rodoviário no Brasil, introduzindo as fábricas de automóveis e rodovias no país. Periscinoto trabalhou com a Volkswagen desde os anos 60 até 1998, quando passou o comando da agência aos profissionais Marcello Serpa e Luiz Madeira. Além disto, publica na Folha de S. Paulo desde 1986
Publicou o livro Mais vale o que se aprende do que o te ensinam com Izabel Telles pela editora Best Seller em 1995. A obra reúne artigos publicados no jornal Folha de S. Paulo ao longo de vários anos.

## Entrevistas
Em 1993, Alex forneceu uma entrevista ao Museu da Pessoa , abordando a infância marcada por desafios, desde novo, em que se viu obrigado a trabalhar para contribuir no sustento familiar. Como resultado dessa realidade, teve que abrir mão da continuidade dos estudos.
"O pagamento era dois litros de leite por dia. O que era muito bom. Minha mãe gostava muito da idéia, dois litros de leite. E eu recebia na hora. Acho que foi o primeiro emprego que eu recebia à vista. Era diário o pagamento, não tinha inflação, era dois litros de leite por dia."

"Da escola eu lembro. Era em Mococa então, né? A primeira e última porque eu só fiz o primário. Deixa eu confessar logo de cara com alguma vergonha. Mas não tinha outra maneira. Era... a partir de 12, 13 anos tinha que trabalhar. Mas eu fiz o curso primário em Mococa, no Barão de Monte Santo, era o nome do grupo, e era um pouco sofrido porque eu sou tipo dispersivo, vamos chamar assim. O professor está falando e eu volto do sonho e não percebi o que ele está falando ainda, e a aula era a mesma e eu estava em outro lugar. Mas isso deu pra controlar. A pior coisa da escola, não sei se pode contar essas coisas, mas a pior coisa da escola é que eu era canhoto. Na época ser canhoto já era uma coisa, não era ser bem visto ser canhoto, pelo contrário, era meio aleijado. Hoje a minha filha Alexandra é canhota. Minha neta é canhota. É gostoso vê-las escrevendo com a canhota. Mas só que eu era canhoto e escrevia ao contrário. Eu escrevia daqui pra lá. Então essas coisas hoje pode ser engraçada, mas na época a professora chegou, me mandou para o quadro negro."— Alex Periscinoto Em entrevista ao Museu da Pessoa